# 키르셰히르주

키르셰히르주(튀르키예어: Kırşehir ili)는 튀르키예 중부에 위치한 주로, 중앙아나톨리아 지역에 속한다. 주도는 키르셰히르이며 면적은 6,570km2, 인구는 238,807명(2007년 기준), 자동차 번호는 40번, 시외전화 지역번호는 0386번이다. 북아나톨리아 단층의 영향 때문에 지진이 자주 일어나며 높이는 평균 985m이다. 7개 군을 관할한다.